# Jan z Koszyczek

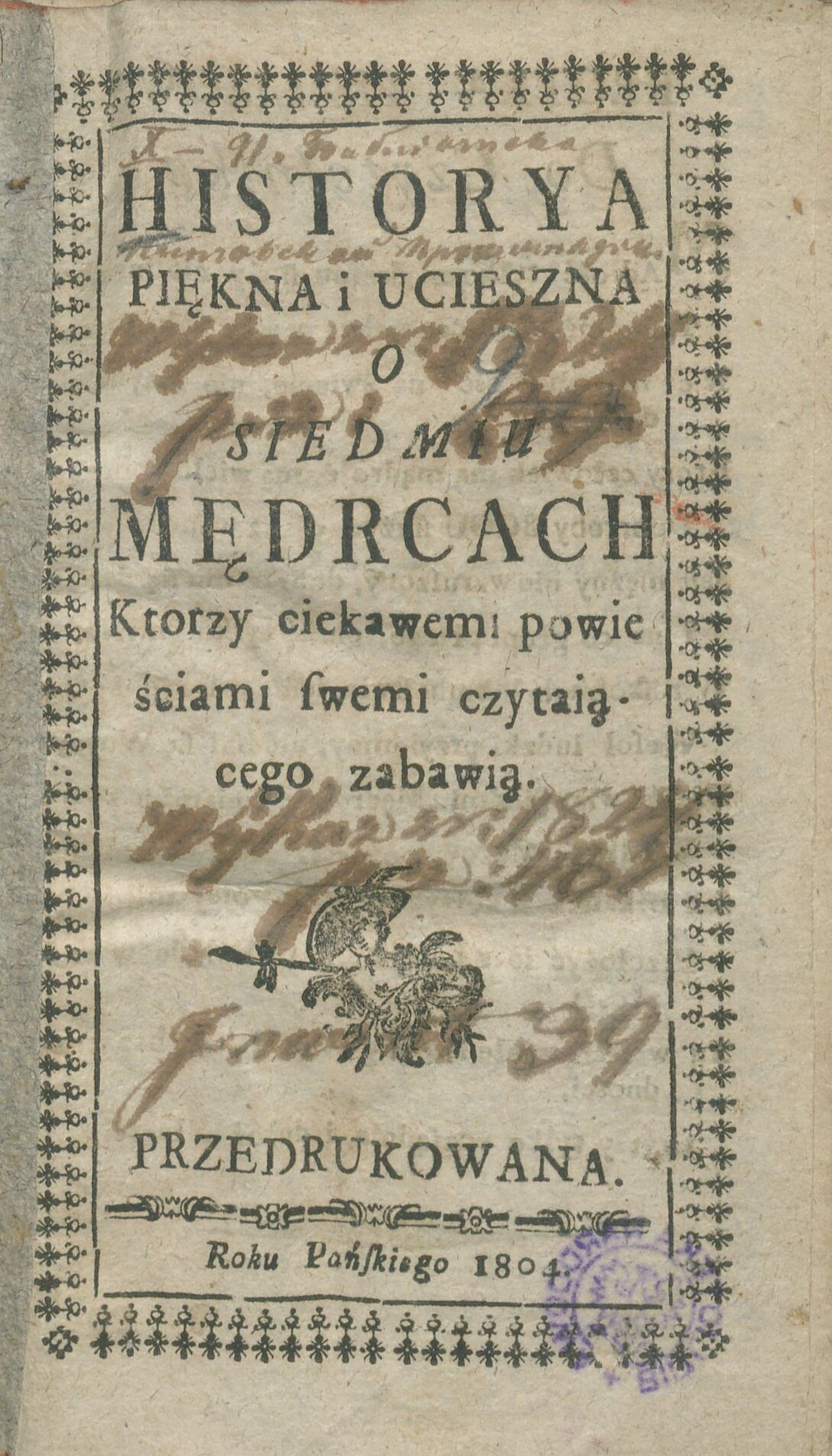
Historia piękna i ucieszna o siedmiu mędrcach (przedruk z 1804)

Jan z Koszyczek, inne formy nazwiska: Kossyczek, Joannes De Coszycze, Joannes de Koszycze, Joannes de Koschycze (ur. ok. 1488 w Koszycach – zm. 1546) – pisarz, jeden z pierwszych znanych polskich tłumaczy.

## Życiorys
Urodził się prawdopodobnie około 1488 roku. Pochodził z Koszyc, zwanych też Koszyczkami, znajdujących się w powiecie proszowickim województwa małopolskiego. 
W 1503 dokonano wpisu w metryce przyjęć Akademii Krakowskiej: „Johannes Nicolai de Koschycze s.t. [solvit totum, tj. opłacił pełne wpisowe]”. We wrześniu 1513 roku otrzymał godność bakałarza sztuk wyzwolonych. Po 1521 roku został pisarzem miejskim w Kleparzu. Do czasów współczesnych zachowało się około 155 stron akt napisanych ręką Jana. 
Przed rokiem 1517 mógł być rektorem szkoły parafialnej w Koszyczkach. Około roku 1524 ożenił się z Magdaleną, wdową po muratorze krakowskim Stanisławie Malowanym. Małżonka wniosła w posagu swą część domu, klejnoty oraz 500 zł. Z zachowanych zapisków wynika, że Jan wykupił połowę domu „konwisarowskiego” Małgorzaty kapeluszniczki, położonego przy rynku kleparskim (obecnie Stary Kleparz i plac Matejki). W latach 1530–1531 zakupił od Katarzyny Barwierki bliżej nieznany plac, na którym prawdopodobnie wybudował drugi dom dla swojej żony. 
W 1533 roku zrezygnował z urzędu pisarza miejskiego. Nie wiadomo z jakich źródeł czerpał korzyści majątkowe. Wydaje się, że pieniądze, jakie otrzymywał z publikowania tłumaczeń, wystarczały na zaspokajanie potrzeb żony i pięciorga dzieci (Krzysztof, Stanisław, Anna, Jan, Sebastian). 
W 1537 roku znalazł się w składzie rady miejskiej kleparskiej. W 1542 został wybrany na wójta kleparskiego, które to stanowisko piastował do roku 1544. W tym czasie uwikłał się w spór z Jakubem ślusarzem, którego finał nastąpił 9 lipca 1539 roku przed radą kleparską. Ślusarz oskarżał Jana o znieważenie, Jan natomiast o bezpodstawne oskarżenia dotyczące przywłaszczenia kapłonów. Rada zażądała od Jakuba kary więzienia i grzywny wynoszącej 16 zł. 
Lata 1545–1546 w życiorysie bakałarza odznaczyły się kilkoma sporami sądowymi. W 1545 roku grupa czeladników krawieckich oskarżyła Jana o ukrywanie syna Stanisława, który brał udział w bójce zakończonej poważnymi obrażeniami. 10 lipca 1546 roku procesował się z sąsiadem Stanisławem Włodarzem. 
Zmarł między 10 lipca a 9 września 1546 roku.

## Twórczość
Współpracował z drukarnią Hieronima Wietora. Przetłumaczył, a raczej adaptował z łaciny: Rozmowy, które miał król Salomon mądry z Marchołtem grubym a sprośnym (1521) i Historyję piękną z przykłady nadobnemi o Poncjanie (ok. 1530). Inne jego dzieło to Historie o świętej Annie (1520). Współtłumacz Historyj rzymskich (oryg. Gesta Romanorum, z Janem Maleckim). Być może był również tłumaczem utworów: Historia o szczęściu oraz Żywot błogosławienego Aleksego spowiednika. Jan z Koszyczek tworzył również własną poezję, zwłaszcza wiersze dedykacyjne, m.in. poemat Pokorne wspomnienie żywota Pana Jezusowego (1522).

### Ważniejsze przekłady
- Rozmowy, które miał król Salomon mądry z Marchołtem grubym a sprosnym, Kraków 1521, drukarnia H. Wietor; wyd. następne: Kraków 1526, Kraków 1529, Kraków ok. 1535, Kraków ok. 1540, Kraków ok. 1553, (żaden starodruk nie zachował się w całości; tekst zachowany uzupełniają wyjątki z Marchołta znajdujące się w Wokabularzu rozmaitych sentencji, Kraków 1539, Królewiec 1558); fragm. zachowane przedr.: M. Poliński Wizerunki i Roztrząsania Nauk, t. 15 (1840), z egz. Biblioteki Załuskich. – Z. Celichowski Marchołt, Poznań 1876 (wyd. homograficzne fragm. edycji z roku 1535 według egz. J. Przyborowskiego). – wyd. krytyczne: L. Bernacki Rozmowy..., Haarlem 1913 (z egz. edycji 1521, 1526, 1535, ze zbiorów: Muzeum Nauk i Sztuki w Wilnie, Biblioteki Jagiellońskiej, nieistniejącej już Antykwarni Warszawskiej; wyd. opatrzone 23 podobiznami, 18 tablicami światłodrukowymi, wstępem i bibliografią). – K. Piekarski "Fragmenty czterech nieznanych wydań Marchołta", Pamiętnik Literacki, rocznik 32 (1935) i odb. (7 fragm. odnalezionych w oprawach ksiąg, wraz z podobiznami), s. 481-520; fragmenty przedr.: A. A. Kryński i M. Kryński Zabytki języka staropolskiego, Warszawa 1918, wyd. 2 Warszawa 1925, s. 348-359; S. Vrtel-Wierczyński Wybór tekstów staropolskich, Lwów 1930, wyd. 2 Warszawa 1950, wyd. 3 Warszawa 1963; rekonstrukcję całości (część według podobizn w edycji L. Bernackiego, fragmenty według znalezisk K. Piekarskiego, urywki zaginione w przekładzie własnym), ogł. J. Krzyżanowski Proza polska wczesnego Renesansu 1510-1550, Warszawa 1954; dedykację H. Wietora przedr. W. Taszycki "Obrońcy języka polskiego. Wiek XV-XVIII", Wrocław 1953, Biblioteka Narodowa, seria I, nr 146, (przekł. łacińskiego utworu Collationes quas dicuntur mutuo rex Salomon sapientissimus et Marcolphus facie deformis et turpissimus, tamen, ut fertur, eloquentissimus, sequitur cum figuris; w opinii K. Piekarskiego tłumacz posłużył się prawdopodobnie edycją J. Weyssenburgera, wyd. w Landshut w Bawarii 1514: zdaniem K. Budzyka przekład powstał w oparciu o 2 wzory łacińskie – względnie na podstawie wersji rękopiśmiennej, podczas gdy szatę graficzną edycji polskiej wzorował drukarz na edycji bawarskiej.
- Historia o św. Annie, ok. 1522 (wyd. nieznane); wyd. następne: pt. Żywot świętej Anny, najczystszej panny Mariej matki bożej i pana Jezu Crysta, starej matki jego, Kraków ok. 1522, drukarnia H. Wietor; Kraków ok. 1532; fragmenty przedr.: L. Bernacki "Nieznana praca Jana z Koszyczek", Pamiętnik Literacki, rocznik 6 (1907), s. 363-370; S. Vrtel-Wierczyński Wybór tekstów staropolskich, Lwów 1930, wyd. 2 Warszawa 1950, wyd. 3 Warszawa 1963; unikat: wyd. 1522, Biblioteka Jagiellońska, sygn. Cim. O. 147.
- Poncjan, który ma w sobie rozmaite powieści miłe barzo ku czcieniu, wzięte z rzymskich dziejów, Kraków ok. 1530 (egz. nieznane, tytuł przypuszczalny); wyd. następne: Kraków 1540, drukarnia F. Ungler; pt. Historya piękna z przykłady nadobnemi o Poncyanie, cesarzu rzymskim, Kraków 1566, drukarnia M. Szarffenberger; Kraków (koniec XVII/początek XVIII w.); 1719(?); 1761; w XIX w. przedr. zmodernizowane: wyd. krytyczne J. Krzyżanowski pt. "Poncjan (Historia o siedmiu mędrcach)", Kraków 1927, BPP nr 79 (według edycji z 1540 r.); przedr. popularny pt. "Niezwykła opowieść o siedmiu mędrcach", Warszawa 1931, Księgarnia Popularna nr 66; fragmenty ogł.: A. Brückner "Dawne powieści ludowe", Prace Filologiczne, t. 6 (1907), szczątki edycji prawdopodobnie z ok. 1530 r.; K. Piekarski "Poncjan Wietorów", Przegląd Biblioteczny 1930, z. 4, s. 418 i w odb. pt. Miscellanea bibliograficzne, Kraków 1930 (podobizny fragm. innego wydania z ok. 1540 r.); S. Vrtel-Wierczyński Wybór tekstów staropolskich, Lwów 1930, wyd. 2 Warszawa 1950, wyd. 3 Warszawa 1963; J. Krzyżanowski Proza polska wczesnego Renesansu 1510-1550, Warszawa 1954; unikat edycji 1540 w bibliotece w Monachium; jeden arkusz Biblioteka Jagiellońska; egzemplarz edycji 1566 Biblioteka Jagiellońska (zdefektowany); przekł. łacińskiej wersji romansu Pontianus aut facta septem sapientum; przekł. ruski powst. w XVII w. zachowany w 40 odpisach; przekł. ormiański Jakuba Tokata, Zamość 1614